# Дейв Маєрс (ведучий)
Девід Джеймс Майерс (8 вересня 1957 року — 28 лютого 2024 року) — англійський телеведучий, член гурту «Волохаті байкери» (разом із Сі Кінгом). З'являвся в шоу талантів знаменитостей BBC Strictly Come Dancing. Разом із Кінгом представили ряд телевізійних кулінарних серіалів для BBC та запустили онлайн-програму схуднення «Дієтичний клуб волохатих байкерів».

## Раннє життя
Майерс народився 8 вересня 1957 року в Барроу-ін-Фернесс , де його батько працював майстром на паперовій фабриці.  Навчався в гімназії Барроу-ін-Фернесс для хлопчиків, отримав ступінь з образотворчого мистецтва в Голдсмітському університеті Лондона та магістра з історії мистецтва. 
Першим мотоциклом, який Майєрс купив ще в студентські роки, був козацький Урал Марс Мк III з коляскою. 
Був професійним візажистом, спеціалізувався на протезуванні. 
З Сі Кінгом познайомився в 1995 році на зйомках телевізійної драми «Азартна людина» . 

## Кар'єра
Дейв Майерс і Сі Кінг вперше з'явилися в шоу BBC The Hairy Bikers' Cookbook . Програма представляла суміш кулінарії та подорожей, використовуючи стиль, схожий на шеф-кухаря Кіта Флойда, який передбачає звичку часто звертатися до оператора та іншої знімальної групи. Більшість показів представляли пари на мотоциклах, включаючи BMW R1200GS, F650GS   і Triumph Rocket III. У шоу також були присутні елементи формату Two Fat Ladies: регулярні жарти між двома зірками, використання різних незвичайних місць для приготування їжі, мотоциклів. 
24 серпня 2009 року Майерс і Кінг провели 30-серійний денний серіал для BBC Two, The Hairy Bikers' Food Tour of Britain, який виходив у будні. У серіалі показували, як вони щодня відвідували інший округ і готували те, що вважали фірмовою стравою цього округу. 
У січні 2010 року серіал із шести частин під назвою «Волохаті байкери: Мами знають краще» вийшов на BBC Two. 
25 жовтня 2010 року на BBC Two стартував новий серіал із 40 епізодів The Hairy Bikers' Cook Off . Програма включала куховарство між двома родинами та зірковими гостями. 
З січня по травень 2010 року Hairy Bikers виступали зі своїм шоу Big Night Out у театрах Великобританії. Режисер шоу - Боб Мортімер. Це була весела суміш приготування їжі та спілкування, пісні і танцю. В шоу розповідали про свою молодість, про те, як вони познайомилися та про їхню любов до їжі. 
У червні 2011 року Байкери з'явилися у другій серії «Мама все знає». Серіал із восьми епізодів показував трьох «зіркових мам», чиї рецепти були випробувані.  У жовтні 2011 року на BBC Two вийшов новий серіал Meals on Wheels . Він, разом із BBC Learning, розпочав кампанію, щоб зберегти місцеві послуги «страви на колесах» у Великобританії. 
З листопада по грудень 2011 року Байкери з’являлися в 30-серійному серіалі BBC під назвою «Волохаті байкери: найкраще з Британії», який транслювався о 15:45 на BBC Two (окрім останнього тижня шоу, під час якого воно транслювалося на BBC One). Серіал прославляв британські рецепти та відстоював місцеві продукти. У січні-лютому 2012 року BBC Two показувала годинні повторні версії, включаючи рецепти з різних епізодів серіалу. 
Після підписання нових контрактів з ВВС у 2011 році було замовлено новий серіал. Hairy Biker's Bakeation — це гастрономічна мандрівка, яка відкриває для себе найкращу випічку, яка пропонується по всій Європі, з Норвегії, Нідерландів, Бельгії та Люксембургу, Німеччини, Східної Європи (Словаччина, Угорщина та Румунія), Австрії, Італії та Франції, Іспанії. 
У березні 2012 року Good Food замовив The Hairy Biker's Mississippi Adventure, перший серіал дуету для каналу. UKTV надав опис серіалу: «У цьому неперевершеному паломництві їжі та музики незмінно популярні Волохаті Байкери повертаються в сідло, досліджуючи довжину культової річки Міссісіпі в Америці в пошуках смачних коренів душевної їжі та Південної музики». Виробництвом серіалу займалася Mentorn Media. Разом із серіалом було випущено перший інтерактивний додаток для iOS від Bikers. 
У серпні 2012 року Hairy Dieters: How to Love Food and Lose Weight показали, як The Hairy Bikers радикально змінили свій спосіб життя, але залишилися вірними своїй любові до смачної їжі, коли вони розпочали кампанію зі скидання ваги. 
У лютому 2014 року вони запустили новий серіал - «Азіатські пригоди волохатих байкерів» для BBC Two, у якому вони подорожували Азією, дегустували місцеву кухню, зустрічалися з місцевими жителями та власноруч готували місцеві страви. Серіал схожий на серіал Bakeation 2012 року 
У березні 2015 року разом із Лорейн Паскаль вони презентували «Улюблену їжу нації» на BBC Two. 
Відчувши власний успіх у збалансованому споживанні їжі, усвідомлюючи своє здоров’я та схуднення, Дейв Майерс і Сі Кінг хотіли допомогти іншим зробити те саме. У січні 2014 року вони запустили Дієтичний клуб волохатих байкерів, який містив рецепти, поради та підказки для людей, які хотіли бути здоровими та схуднути. 
У 2015 році Майерс разом із Сі Кінгом написав автобіографію під назвою «Волохаті байкери: кров, піт і шини» . 
У вересні 2017 року Маєрс і Кінг були посвячені в благодійну організацію шоу-бізнесу Великий орден водяних щурів. 

## Особисте життя
У 1998 році Майєрс втратив свою наречену, яка померла від раку, а наприкінці року він почав страждати від мігрені та втрати пам'яті. Лікарі сканували його і повідомили, що в його мозку є тінь, яка виявилася доброякісною арахноїдальною кістою. Екстрена операція успішно видалила її. 
У січні 2011 року він одружився зі своєю партнеркою Ліліаною Орзак, з якою познайомився під час зйомок «Волохатих байкерів» у Румунії для BBC. 
Від попередніх стосунків у нього було двоє пасинків. 

## Проблеми зі здоров'ям і смерть
У 2018 році Майєрсу повідомили, що він страждає на глаукому .  У жовтні 2021 року Сі Кінг оголосив, що Майерс одужує після зараження COVID-19 . 
У травні 2022 року Майєрс розповів, що у нього виявили рак і він проходив курс хіміотерапії . 
У січні 2023 року на BBC Breakfast він анонсував нову серію телешоу «Волохаті байкери» та розповів про те, як продовжує лікування. 
Майєрс помер 28 лютого 2024 року у віці 66 років поряд з сім’єю та друзями. 
Майєрс заздалегідь склав плани щодо власного похорону. Коли його запитали, як він найбільше хотів би, щоб його запам’ятали як особистість, Майєрс сказав, що сподівається, що це буде як людина, «у якої було бажання», і щоб люди навколо нього «ніколи не обмежували» свої цілі. 

## Фільмографія

### Вибрані телевізійні гостьові виступи
- Christmas University Challenge – contestant and team captain, Goldsmiths, University of London (23 December 2020)
- Shooting Stars (16 September 2009)
- Genius (October 2010) – guest
- Children in Need (November 2010) – guest
- This Morning (2016) – guest
- Countdown (August 2012, January 2013, October 2014) – guest in Dictionary Corner
- Loose Women (22 November 2017) – guest
- Would I Lie To You? (28 June 2013) – panellist
- Never Mind the Buzzcocks (23 September 2013) – panellist
- Room 101 (7 February 2014) – guest
- All About Two (20 April 2014) – guest panellist
- Through the Keyhole (11 October 2014) – celebrity homeowner
- Holiday of My Lifetime (20 October 2014) – guest
- The BBC Children in Need Sewing Bee (21 October 2014) – contestant
- Celebrity Juice (24 October 2014) – panellist
- All Star Family Fortunes (25 January 2015) – contestant
- A Cook Abroad (2 February 2015) – guest presenter
- The Chase: Celebrity Special (2015) – contestant

### Театр
2014: Попелюшка ( пантоміма ), шестикутник, читання, роль другого плану, сезон 2014–15 

### Строго танцюй
У 2013 році Майєрс брав участь у Strictly Come Dancing (серія 11) у партнерстві з професійною танцівницею бальних танців Карен Хауер . Вони були виключені на сьомому тижні 10 листопада. 
| Week | Dance/song                                                    | Judges' scores      | Judges' scores | Judges' scores | Judges' scores | Judges' scores | Result     |
| Week | Dance/song                                                    | Craig Revel Horwood | Darcey Bussell | Len Goodman    | Bruno Tonioli  | Total          | Result     |
| 1    | Cha-Cha-Cha / "Moves like Jagger"                             | 2                   | 5              | 5              | 4              | 16             | Safe       |
| 2    | American Smooth / "How D'Ya Like Your Eggs in the Morning?"   | 3                   | 5              | 5              | 4              | 17             | Safe       |
| 3    | Paso Doble / "I'd Do Anything for Love (But I Won't Do That)" | 2                   | 5              | 5              | 4              | 16             | Safe       |
| 4    | Waltz / "Take It to the Limit"                                | 5                   | 6              | 6              | 6              | 23             | Safe       |
| 5    | Salsa / "Cuban Pete"                                          | 3                   | 5              | 5              | 4              | 17             | Safe       |
| 6    | Jive / "Monster Mash"                                         | 4                   | 5              | 6              | 4              | 19             | Safe       |
| 7    | Tango / "I'm Gonna Be (500 Miles)"                            | 4                   | 6              | 6              | 4              | 20             | Eliminated |